# Adam Palenta
Adam Palenta (ur. 15 marca 1976 w Chorzowie) – polski operator filmowy i reżyser.

## Życiorys
W latach 1998–2001 studiował na Wydział Komunikacji Multimedialnej na Akademii Sztuk Pięknych w Poznaniu. W latach 2001–2006 studiował realizację obrazu telewizyjno-filmowego i fotografii na Wydziale Radia i Telewizji Uniwersytetu Śląskiego w Katowicach. W 2005 otrzymał nagrodę podczas Yach Film 2005 za zdjęcia do teledysku utworu Życie to surfing zespołu Myslovitz. W latach 2005–2009 studiował fotografię w Instytucie Fotografii Kreatywnej przy Uniwersytecie Śląskim w Opawie. W latach 2007–2008 studiował w Mistrzowskiej Szkole Reżyserii Filmowej Andrzeja Wajdy. W 2010 otrzymał stypendium Ministra Kultury i Dziedzictwa Narodowego.

## Filmografia
- Droga do szczęścia (2004) obsada aktorska, asystent operatora kamery (etiuda szkolna)
- Wyścig (2005) zdjęcia (część Start, etiuda szkolna)
- Mamo (2005) zdjęcia (etiuda szkolna)
- Wszystko o mojej rodzinie (2006) zdjęcia (etiuda szkolna)
- Siostry (2006) zdjęcia (etiuda szkolna)
- Kawałek nieba (2006) zdjęcia (etiuda szkolna)
- Co słonko widziało (2006) współpraca operatorska, fotosy
- Co słonko widziało (2006) współpraca operatorska, fotosy
- Albośmy to jacy tacy (2007) operator kamery (spektakl telewizyjny)
- Gadzio (2007–2008) zdjęcia
- Popatrz (2008) reżyseria, scenariusz, zdjęcia (etiuda szkolna)
- Dzień po jutrze (2008) zdjęcia (etiuda szkolna)
- Przeznaczenie (2008–2009) zdjęcia (odc. 3-8)
- Lunatycy (2009) współpraca operatorska, operator kamery
- Idealny facet dla mojej dziewczyny (2009) obsada aktorska (operator ekipy Plesicy), operator kamery (II), making of (zdjęcia)
- Historia Kowalskich (2009) zdjęcia, operator kamery
- Dom w różach (2009) zdjęcia (etiuda szkolna)
- Ciemnego pokoju nie trzeba się bać (2009) zdjęcia
- Akademia (2009) zdjęcia (odc. 3-4)
- Przesłuchanie (2010) reżyseria, scenariusz, zdjęcia, montaż, wywiad z Wacławem Sikorskim (etiuda szkolna)
- Ostatni raz kawaler (2010) zdjęcia
- Na dobre i na złe (2010–2012) zdjęcia (odc. 425, 426, 481, 482, 483)
- Jutro mnie tu nie będzie (2010) fotosy (etiuda szkolna)
- Aktorzy przyjechali (2010) zdjęcia
- Walc z Miłoszem (2011) współpraca operatorska
- Tamar (2011) zdjęcia, fotosy (etiuda szkolna)
- Przerwany sen (2011) zdjęcia (dokument o Krzysztofie Cegielskim)
- Konkurs (2011) zdjęcia
- Jezioro (2011) zdjęcia
- Dies Luctus (2011) zdjęcia
- Gwiazdy (2011, reżyseria)
- Życie stylem dowolnym (2012) reżyseria, scenariusz, zdjęcia, montaż
- Niepodległy - opowieść o Januszu Krupskim (2012) zdjęcia
- Deus et homo (2013) zdjęcia, operator kamery
- Rwetes (2014) zdjęcia (etiuda szkolna)
- Kolaudacja (2014) zdjęcia
- Dom na głowie (2014) scenariusz, reżyseria, montaż, producent, korekta barwna, projekt plakatu, kompozycja obrazu, strona www, typografia
- Bez tłumaczenia (2014) współpraca operatorska
- Baby Bump (2015) zdjęcia, operator kamery
- 250 lat teatru publicznego w Polsce (2015) zdjęcia (odc. 23, 25)
- Trzy rozmowy o życiu (2016) zdjęcia
- Królewicz Olch (2016) zdjęcia
- Wariat (2017) zdjęcia (spektakl telewizyjny)
- W ciszy (2017) zdjęcia
- Takie małe miasteczko Batory (2017) zdjęcia (II ekipa) (scena rejsu)
- Operacja "Gryf" (2017) zdjęcia
- Opera o Polsce (2017) zdjęcia
- Nazywam się Julita (2017) zdjęcia, korekta barwna
- How to Destroy the Time Machines (2017) zdjęcia, korekta barwna
- Dziecko (2017) zdjęcia (spektakl telewizyjny)
- Czy koń wie że wygrał... (2017) zdjęcia, współpraca reżyserska, korekta barwna
- Szczęśliwy naród, który ma poetę... Polskie wiersze 1918 - 2018 (2018) zdjęcia, korekta barwna
- Rio (2018) zdjęcia, korekta barwna, konforming (spektakl telewizyjny)
- Pradziady (2018) zdjęcia (spektakl telewizyjny)
- Moje Bronowice (2018) zdjęcia
- Krzyżoki (2018) współpraca operatorska
- Jadwiga Jankowska-Cieślak. Dotknięcie (2018) zdjęcia, korekta barwna
- Dzień czekolady (2018) zdjęcia (II ekipa)
- Ziemia uderzyła o piłkę (2019) zdjęcia (spektakl telewizyjny)
- W poszukiwaniu źródeł (2019) współpraca operatorska
- Mały Grand Hotel (2019) zdjęcia (odc. 5-8)
- Zemsta (2020) zdjęcia (spektakl telewizyjny)
- xABo: Ksiądz Boniecki (2020) zdjęcia, współpraca reżyserska
- Cztery filiżanki kawy albo trzy (Four Cups of Coffee or Three, 2020) zdjęcia, korekta barwna, konforming

## Nagrody
- Ogólnopolski Przegląd Filmów Amatorskich Klatka (2007, Szczecin) nagroda za zdjęcia do filmu Siostry
- Międzynarodowy Studencki Festiwal Filmowy (2007, Wiedeń) nagroda za zdjęcia do filmu Kawałek nieba
- Brodnicki Festiwal Filmowy „Obraz + Idea” (2008, Brodnica) nagroda za najlepsze zdjęcia do filmu Kawałek nieba
- Festiwal Filmu Krótkiego (2008, Warszawa) II nagroda za film Popatrz
- Międzynarodowy Festiwal Młodego Kina (2009, Petersburg) dla najlepszego filmu dokumentalnego za Popatrz
- Europejski Festiwal Szkół Filmowych „Vilnius Film Shorts” (2009, Wilno) nagroda za najlepszy film dokumentalny Popatrz
- Nagroda Polskiego Kina Niezależnego im. Jana Machulskiego (2011) w kategorii najlepsze zdjęcia za film Ciemnego pokoju nie trzeba się bać
- Nowojorski Festiwal Filmów Polskich (2011, Nowy Jork) wyróżnienie za film Popatrz
- Nagroda Prezesa Stowarzyszenia Filmowców Polskich na Festiwalu Polskich Filmów Fabularnych (2012) za film Życie stylem dowolnym
- Koszaliński Festiwal Debiutów Filmowych „Młodzi i Film” (2012, Koszalin) wyróżnienie za krótkometrażowy film dokumentalny Życie stylem dowolnym
- Krakowski Festiwal Filmowy - Międzynarodowy Konkurs Filmów Krótkometrażowych (2012, Kraków) wyróżnienie za wrażliwość i szacunek do bohaterów przy tak delikatnym temacie Życie stylem dowolnym
- Festiwal BCN Sports Film (2013, Barcelona) nagroda z najlepszy film krótkometrażowy Życie stylem dowolnym
- Międzynarodowy Festiwal Filmów Sportowych (2013, Mediolan) Wyróżnienie Specjalne w kategorii Sport i społeczeństo – wartości sportowe za Życie stylem dowolnym
- Najlepsze Niezależne Filmy Świata „Grand Off” (2013, Warszawa) Nagroda za zdjęcia do filmu Jezioro